# 麻生野慶盛
麻生野 慶盛（あそや よしもり）は、戦国時代の武将。飛騨国吉城郡洞城主。

## 生涯
麻生野氏は飛騨の豪族。慶盛の父、麻生野直盛の代に江馬氏から独立し麻生野に住んだことから麻生野氏を自称した。
永禄2年（1559年）、武田信玄の家臣である飯富昌景に攻め込まれ、祖父の江馬時経と共に降伏し所領を安堵された。
永禄7年（1564年）に直盛が病没したため家督を相続した。
天正元年（1573年）に信玄が病没したことで、同族で又従兄弟にあたる江馬輝盛が上杉輝虎方に走る。輝盛はその父である江馬時盛を殺害し、洞城に兵を差し向けた。この数年前に慶盛は、輝盛と不和になった時盛から江馬氏の家督相続の話を持ちかけられていたという。洞城はなすすべなく落城し、慶盛は自害した。